# Pavane (Fauré)
La Pavane en fa sostingut menor, op. 50, és una composició per a orquestra i cor opcional del compositor francès Gabriel Fauré, escrita el 1887. De ritme pausat i estructura arcaïtzant, que pretén evocar la pavana que es ballava a la cort espanyola, aquesta peça es caracteritza per l'elegància de la melodia i l'originalitat harmònica, tan pròpies per altra part, del compositor francès. La peça fou composta per a una modesta formació orquestral que consten de corda i un parell de flautes, oboès, clarinets, fagots, i trompes. Una representació típica dura al voltant de set minuts.

## Història
L'any 1886 va escriure la pavana només per a orquestra, però més tard va incorporar el cor, amb la voluntat que l'obra, dedicada a la comtessa Elisabeth Greffulhe, fos coreografiada i prengués més notorietat de la inicialment prevista.
L'estrena va tenir lloc el 25 de novembre de 1888 als Concerts Lamoureux dirigida per Charles Lamoureux. La versió coral va ser creada tres dies més tard per l'orquestra de la Societat Nacional de Música. El treball proporciona la base per a un ballet dels Ballets Russos el 1917 i el 1918 Fauré incorpora la música per completar l'obra Masques et Bergamasques op. 112. També va inspirar el passepied de la Suite bergamasque de Claude Debussy així com la Pavane pour une infante défunte de Maurice Ravel, escrita quan encara era alumne de Fauré al Conservatori de París.